# Telamonia dimidiata
Telamonia dimidiata é um tipo de aranha asiática.